# Broek (Kessel)
Broek is een buurtschap in de gemeente Peel en Maas, in het noorden van de Nederlandse provincie Limburg. 
Het ligt net ten noordwesten van het dorp Kessel, waartoe het behoort. Broek herbergt ca. 45 huizen en 115 inwoners en heeft geen plaatsnaamborden.

## Bron
- Plaatsengids: Broek (Kessel)

Dorpen: Baarlo · Beringe · Egchel · Grashoek · Helden · Kessel · Kessel-Eik · Koningslust · Maasbree · Meijel · Panningen

Buurtschappen: Belgenhoek · Berg · Bong · Broek · Dekeshorst · Dijk · Donk (Kessel) · Donk (Meijel) · Driessen · Dubbroek · Egchelheide · Everlo · Groeze · 't Heeske · Hei (Baarlo) · Hei (Kessel) · Heldensedijk · Hof · In de Hoeven · Hert · Hout · Houthei · Houwenberg · Hub · Katsberg · Kaumeshoek · De Kievit · Korte Heide · Keup · Laagheide · Laar · Lange Heide · Lang Hout · Langstraat · Leeuwerik · Loo · Maris · Molenbaan · Molenhuizen · Nederweerterdijk · Onder en Eindt · Oyen · Platveld · Rinkesfort · Roggelsedijk · 't Rooth · Schafelt · Siberië · Soeterbeek · Spiesberg · Spurkt · Steenoven · Tongerlo · Vergelt · Vieruitersten · Vliegert · Vosberg · Vliegert · Witdonk · Zandberg (Helden) · Zandberg (Maasbree) · Zelen

Limburg: Steden en dorpen      Nederland: Provincies · Gemeenten